# داو (لاعب كرة قدم)
داو (بالبرتغالية: Dannyu Francisco dos Santos‏) هو لاعب كرة قدم برازيلي في مركز الدفاع، ولد في 28 أكتوبر 1984 في بينيدو في البرازيل. لعب مع ريد بل برازيل وسبورت ريسيفي ونادي بوتافوغو اس بي ونادي سبارتاك ترنافا ونادي سي آر بي ونادي شابيكوينسي ونادي غواراني ونادي فيتوريا ونادي ميراسول.

## وصلات خارجية
- داو (لاعب كرة قدم) على موقع قاعدة بيانات كرة القدم.إي يو (الإنجليزية)
- داو (لاعب كرة قدم) على موقع Soccerway.com (الإنجليزية)